# 아단 칸토
아단 칸토(Adan Canto, 1981년 12월 5일~2024년 1월 8일)는 멕시코의 배우이다.

## 출연 작품
- 에이전트 게임(2022)
- 데빌 빌로우(2020)
- 투 하츠(2020)
- 재키의 링(2020)
- 아만다 앤 잭 고 글램핑(2017)
- 지정 생존자(2016)
- 믹솔로지(2014)
- 엑스맨: 데이즈 오브 퓨처 패스트(2014)
- 팔로잉(2012)